# Ferrari F50 GT
La Ferrari F50 GT è un'autovettura da competizione costruita dalla casa automobilistica italiana Ferrari nel 1996 e derivata dalla Ferrari F50.

## Contesto
Fu fabbricata per partecipare alle gare di BPR Global GT Series. Aveva motore e trazione posteriori. Il propulsore era un V12 con una cilindrata di 4,7 litri.

## Estetica
Esteriormente la F50 GT era caratterizzata da 2 grandi sfoghi d'aria sul cofano per lo smaltimento dell'aria calda dei radiatori. Il muso era dotato inoltre di un alettone a raso terra per convogliare più efficacemente l'aria nel sotto-scocca migliorando quindi l'effetto suolo. Questo era raggiunto anche grazie ad un estrattore aerodinamico posto sotto il posteriore della vettura e ad un alettone posteriore regolabile. Sopra l'abitacolo vi era una presa d'aria dinamica che convogliava il flusso d'aria verso i collettori di aspirazione del motore.

## Meccanica
Le modifiche tecniche rispetto alla F50, direttamente curate dal reparto corse, portarono alla potenza specifica di 160 CV/Litro ed al rapporto peso-potenza di 1,146 CV/t. Ne risultò una vettura dalla potenza di 750 CV erogati a 10.500 giri/min (valori relativi al propulsore non flangiato secondo la normativa F.I.A.) e dal peso di 860 kg e, inoltre da ferma, poteva raggiungere i 100 km/h in meno di 2,9 secondi esprimendo una velocità massima di 376 km/h.

## Sviluppo e produzione
Nel settembre del 1996, Nicola Larini, collaudatore delle vetture Ferrari di F1, si occupò del collaudo del prototipo di F50 GT sul Circuito di Fiorano e la vettura segnò tempi sul giro più veloci della Ferrari 333 SP che aveva 100 cavalli in meno. Le sue potenziali rivali sarebbero state la Porsche 911 GT1, la Mercedes CLK GTR AMG e la McLaren F1 GTR.
La Ferrari decise comunque di non metterla in produzione e solamente tre esemplari furono costruiti, più precisamente un prototipo e due modelli destinati a clienti facoltosi. L'arrivo di particolari vetture omologate come la già citata Porsche 911 GT1 nella BPR Global GT Series spinse la Ferrari a non proseguire con il progetto.